# 貝德控股
贝德控股有限公司，简称贝德控股，旧称新华财经，是一家中国金融信息及媒体公司，股份于东京证交所创业板上市（東證1部：9399）。新华财经以架起中国金融市场与世界的桥梁为宗旨，致力为全球的金融机构、企业和分销商提供指数系列、资信评级、财经新闻和投资关系服务四大产品。新华财经于1999年11月成立，总部设在上海，办事处遍布亚洲、澳洲、北美洲及欧洲19个地区，另有20家新闻分社，充分覆盖中国及国际市场。

## 與新華社的關係
2007年4月28日，新華社總經理室發表聲明，終止與新華財經股權關係。